# گروه چنج
گروه چنج (انگلیسی: ChangeGroup) شرکت خدمات مالی بریتانیایی است، که در سال ۱۹۹۲ تأسیس شد.